# Список найсолоніших водойм

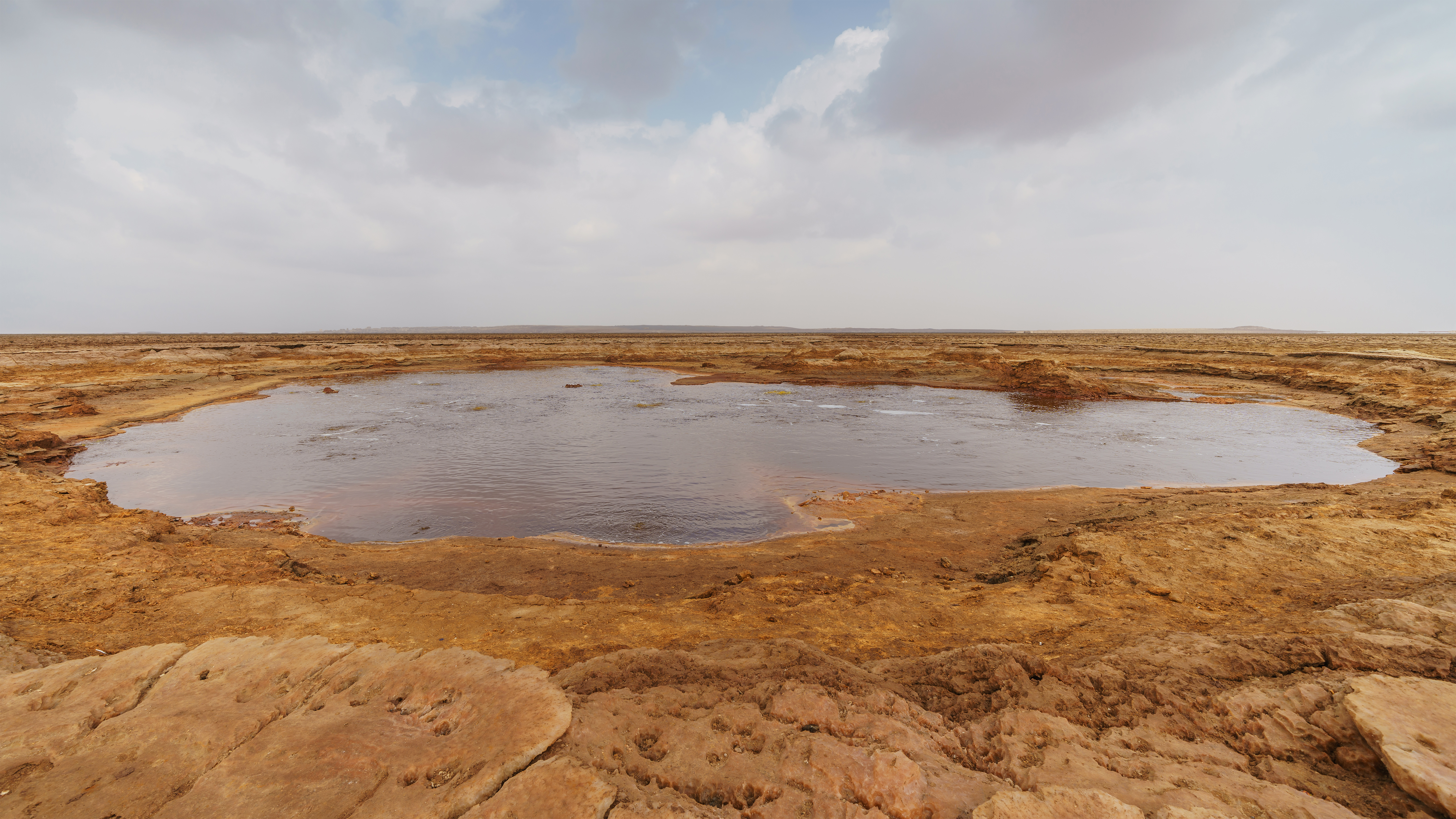
Гает'але — найсолоніша водойма у світі

Це перелік водойм за солоністю, до якого віднесено природні водойми зі солоністю понад 1 %.
Солоність часто змінюється залежно від місцезнаходження та пори року, особливо для гіперсолоних озер у посушливих районах, тому показники солоності в таблиці нижче слід інтерпретувати як середній показник.
| Солоність, г/кг (‰) | Водойма                                | Тип                    | Регіон                       | Прим.        |
| ------------------- | -------------------------------------- | ---------------------- | ---------------------------- | ------------ |
| 433                 | Гает'але                               | солене озеро           | Ефіопія                      | [ 1 ] [ 2 ]  |
| 400                 | Ретба                                  | солене озеро           | Сенегал                      | [джерело?]   |
| 350                 | Ванда                                  | солене озеро           | Антарктида                   | [джерело?]   |
| 350                 | Кара-Богаз-Гол                         | лагуна                 | Туркменістан                 | [ 3 ]        |
| 348                 | Ассаль                                 | солене озеро           | Джибуті                      | [ 4 ]        |
| 338                 | Дон Хуан                               | солене озеро           | Антарктида                   | [ 5 ]        |
| 337                 | Мертве море                            | солене озеро           | Ізраїль, Йорданія, Палестина | [ 6 ]        |
| 324                 | Туз                                    | солене озеро           | Туреччина                    | [ 7 ]        |
| 317                 | Велике Солоне озеро (північна частина) | солене озеро           | Юта (США)                    | [ 8 ]        |
| 300                 | Баскунчак                              | солене озеро           | Астраханська область (Росія) | [ 9 ]        |
| 85–280              | Урмія                                  | солене озеро           | Іран                         | [ 10 ]       |
| 180                 | Малий Маніту                           | солене озеро           | Канада                       | [ 11 ]       |
| 142                 | Велике Солоне озеро (південна частина) | солене озеро           | Юта (США)                    | [ 8 ]        |
| 120                 | Аберт                                  | солене озеро           | Орегон (США)                 | [ 12 ]       |
| 88                  | Моно                                   | солене озеро           | Каліфорнія (США)             | (as of 2015) |
| 66                  | Гамелін                                | лагуна                 | Австралія                    | [ 14 ]       |
| 44                  | Солтон-Сі                              | солене озеро           | Каліфорнія (США)             | [ 15 ]       |
| 38                  | Середземне море                        | внутрішнє море         | між Африкою та Європою       | [ 16 ]       |
| 36–41               | Червоне море                           | внутрішнє море         | між Африкою та Аравією       | [ 17 ]       |
| 30–40               | Натрон                                 | солене озеро           | Танзанія                     | [ 18 ]       |
| 34–36               | Світовий океан                         | океан                  |                              | [ 19 ]       |
| 34.06 ± 0.543       | Лох-Гайн                               | лиман                  | Republic of Ireland          | [ 20 ]       |
| 28–32               | Море Бофорта                           | окраїнне море          | Арктика                      | [ 21 ]       |
| 0.13–31.73          | Чиліка                                 | лагуна                 | Індія                        | [ 22 ]       |
| 13–23               | Чорне море                             | внутрішнє море         | між Європою та Азією         | [ 23 ]       |
| 23                  | Ван                                    | солене озеро           | Туреччина                    | [ 24 ]       |
| 12.5                | Каспійське море                        | епіконтинентальне море | Центральна Азія              | [ 25 ]       |
| 11.4                | Сарикамиське озеро                     | солене озеро           | Туркменістан, Узбекистан     | [ 26 ]       |
| 10                  | Балтійське море                        | внутрішнє море         | Північна Європа              | [ 27 ]       |